# Меллунмякі (станція метро)
60°14′21″ пн. ш. 25°6′39″ сх. д. / 60.23917° пн. ш. 25.11083° сх. д.
Меллунмякі (фін. Mellunmäki, швед. Mellungsbacka) — станція Гельсінського метрополітену, що є кінцевою північного відгалуження «Ітякескус» - «Меллунмякі». Розташована в східному кварталі Гельсінкі — Меллунмякі.
Відкрита 1 вересня 1989 року, архітектор - Тойво Кархурен Ой. Відстань до сусідньої станції — «Контула» — 1,6 км. Відстань до протилежної кінцевої станції — «Матінкюля» — 31 км.
«Меллунмякі» найпівнічніша станція метро в світі
- Конструкція — напівпідземна двопрогінна з острівною платформою.
- Пересадки
  - на автобуси HSL Helsinki № 95, 95N, 97, 97N, 97V, 560, 805, та 812
  - на автобуси HSL Vantaa № 562, 562N, 572, 572K, та 587